# Phsar Kandal Pir
Phsar Kandal Pir es una comuna (khum) del distrito de Daun Penh, en la provincia de Nom Pen, Camboya. En marzo de 2008 tenía una población estimada de 7334 habitantes.
Se encuentra ubicada junto a los ríos Mekong y Bassac, al sur del lago Sap (Tonlé Sap).